# Efeito Ettingshausen
O Efeito Ettingshausen manifesta-se em condutores planos situados ortogonalmente a campos magnéticos. Quando são atravessados por uma corrente elétrica, observa-se um gradiente de temperatura na direção perpendicular ao fluxo dos elétrons dessa corrente elétrica. Este efeito pertence à família dos efeitos termoelétricos por afetar a corrente elétrica de um condutor quando o campo magnético se faz presente. O fenômeno foi descoberto pelo físico austríaco Albert von Ettingshausen, sendo quantificado pelo coeficiente de Ettingshausen |P|, definido como:
{\displaystyle |P|={\frac {-1/(I_{Y}B_{Z})}{dT/dx}}}.
Nessa expressão, {\displaystyle dT/dx} é o gradiente de temperatura que resulta do y-componente {\displaystyle I_{Y}} de um fluxo elétrico e do z-componente {\displaystyle B_{Z}} de um campo magnético. O processo inverso é conhecido como efeito Nernst.